# Ciliegia di Marostica
La Ciliegia di Marostica è un prodotto ortofrutticolo italiano a Indicazione geografica protetta (IGP).	
È stata la prima ciliegia in Italia ad aver ottenuto il marchio di riconoscimento europeo ad Indicazione Geografica Protetta, che identifica le caratteristiche peculiari di un prodotto la cui produzione avviene esclusivamente in una determinata area geografica.

## Caratteristiche
La Ciliegia di Marostica IGP è una drupa rotonda, dalla polpa molto soda e di un colore intenso che può variare da rosso fuoco a rosso scuro.

### Tipologie
Le varietà coltivate nel comprensorio soggetto a IGP sono oltre una ventina, tra esse si annoverano le tipologie Francese, Sandra, Durone Rosso, Milanese, Ferrovia, Mora di Cazzano, Romana, Bella di Pistoia, Black Star, Early Big, Grace Star, Kordia, Lapins, Marostegana, Prime Giant, Regina, e Folfer. I dati più recenti riferiscono di una produzione annua di ciliegie nel territorio di circa 7000 quintali. Le aziende produttrici sono in totale 400, per una superficie complessiva di circa 450 ettari, mentre le aziende certificate IGP ammontano a circa 150.

## Zona di produzione
La zona di produzione comprende i territori dei comuni di Salcedo, Fara Vicentino, Breganze, Colceresa, Pianezze, Marostica, Bassano del Grappa (solo la zona a ovest del Brenta) e Schiavon (limitatamente alla porzione nordoccidentale).

## Modalità di vendita
La Ciliegia di Marostica IGP deve essere venduta confezionata in contenitori del peso massimo di 10 kg, riconoscibili dalla corretta dicitura e da un logo che raffigura una ciliegia di colore rosso con peduncolo verde sovrapposta ad una torre medioevale che rappresenta il pezzo di una scacchiera. Il calibro minimo (diametro) della Ciliegia di Marostica IGP deve essere di 23 mm. La raccolta delle ciliegie destinate al commercio per il consumo fresco deve essere eseguita esclusivamente a mano.